# Lungotevere della Magliana
Il lungotevere della Magliana è il tratto di lungotevere che collega via del Ponte della Magliana a via della Magliana, a Roma, nel quartiere Portuense.
Il lungotevere prende nome dal toponimo della località, Magliana, anticamente possesso della famiglia romana dei Manilii (o Manlia).
È stato istituito con delibera del consiglio comunale del 19 febbraio 1971. Si tratta della parte più meridionale del lungotevere della riva destra.

## Trasporti
|  | È raggiungibile dalla stazione di Villa Bonelli. |